# Римски мостови
Римски мостови су мостови које су градили стари Римљани, прва цивилизација која је градила велике и трајне мостове. За изграђњу раних римских мостова коришћене су технике које су донели етрушћански досељеници, али су Римљани унапредили те методе, развијајући и побољшавајући их, уводећи лук и кључ свода . Постојала су три типа римских мостова: дрвени, понтонски и камени. Иако су рани мостови били од дрвета, већ у другом веку почео се користити камен. Камени мостови имали су лук као основну структуру, а већина је користила и бетон, што представља прву употребу овог материјала у изграђњи мостова.

## Историја
Након освајања Луција Тарквинија Приска, етруршћански инжењери доселили су се у Рим, доносећи са собом своје знање о техникама изградње мостова. Најстарији мост у античком Риму био је Понс Субликус.  Изграђен је у 6. веку п. н. е. од стране Анка Марција преко реке Тибар. Римљани су унапредили етрушћанске архитектонске технике. Развили су лукове , јаче камене блокове, сводове као и супериорне лучне мостове . Римски лучни мостови били су отпорнији на већи притисак захваљујући равномерној расподели силе дуж мостова. Многи римски мостови имали су полукружне лукове, али неки су били и сегментни, односно са луком мањим од 180 степени.
До 2. века п. н. е., Римљани су додатно усавршили своју технику изградње мостова користећи јаче материјале попут вулканског пепела, креча и гипса. Такође, почели су да користе гвоздене стеге за чрвшће повезивање мостова, градили су лукове у рекама и користили су петоугаоне камене блокове како би створили шире сводове.  Према канадском класичару Џон Питер Олесону, пре 2. века п. н. е., није познато да су у Италији грађени камени мостови.  Ова гледишта нису у потпуности једногласна: шпански инжењер Леонардо Фернандез Тројано тврдији да су камени мостови постојали још од преримске Италије.
Између 150. и 50. године п. н. е., многобројни мостови изграђени су од камена, при чему је  први. Инжењери су почели да користе камен уместо дрвета како би симболизовали Пакс Роману и конструисали дуготрајније мостове. Ови мостови су били први који су изграђени у великом опсегу. Мостови су били грађени од стране римских власти како би задовољили потребе војног апарата и администрације царства. Путеви и мостови су понекад били коришћени у комерцијалне сврхе, али то је било ретко, јер су бродови боље служили потребама римске привреде.
До 2. века римски инжењерски потенцијал је опао, а до 4. века је у великој мери био изгубљен. Након пада Западног римског царства, инжењери су копирали римске мостове, а неки римски мостови се и данас користе, као што је мост Фабрицио.  Технике изградње мостова римских инжењера опстале су све до 18. века: на пример, заступљеност лукова на мостовима можемо приписати Римљанима.

## Изградња

### Мере
Римски мостови су били су знатно већи од мостова других цивилизација Били су дуги од 46 до 183 метара. Постајали су све импозантнији до времена Августа, око преласка у први миленијум, њихов распон повећао се са отприлике 24 метра (142. године п. н. е.) на 35 метара. Мост Сант Ангело, изграђен за време владавине Хадријана, има пет лукова, сваки са распоном од 18 метара. Мост у Алкантари има стубове широке 1 метар, високе 47 метара и лукове са распоном од 13 метара Други мост, преко реке Бибеј у Галицији, има стуб широк 1 метар, лукове са распоном од 43 метара, бочне лукове од 6 и 9 метара и лук који се протеже 185 метара. Шири распони повећавају одвод воде са моста, смањујући притисак воде на одстојник и смањују тежину моста. Мост цара Трајана преко Дунава имао је отворене лукове сегменталног облика направљене од дрвета (постављени бетонске стубове високе 40 метара). Овај мост је требало да буде најдужи луковски мост у наредних хиљаду година како у погледу укупне дужине, тако и у погледу дужине појединачних распона. Најдужи постојећи римски мост је Понте Романо у Мериди, дужине 790 метара.

### Камени мостови
При изграђњи мостова преко водених токова, римски инжењери би почели постављањем темеља. Првобитно су користили тешке дрвене греде као дубоке темеље у кориту реке, али каснија техника укључивала је употребу водоотпорних зидова како би се преумерила вода, а затим би поставили камену основу на том месту. Радови су се изводили искључиво током сушне сезоне, што је помагало у изградњи темеља. Ово је осигуравало приступ великом броју стубова. Постоје индиције да су понекад реке биле преусмераване како би се олакшала изградња мостова. Ова пракса можда је била примењена приликом изградње Трајановог моста преко Дунава. Римски инжењери су можда преумсеравали реке користећи примитивне методе и алатке. Понекад се земља додавала темељу. Темељ моста могао се градити испод и изнад нивоа воде. Изградња моста изнад нивоа воде захтевала је потребу за ширим распоном. Тунели и лучни размаци били су пројектовани с двоструким циљем — смањење тежине моста и као лук против поплава.
Pons Aemilius у Риму вероватно је имао и камене стубове, са дрвеним коловозом и луковима. Поново су били изграђени од камена 142. године п. н. е., и били су продужени или од упоришта до стубова, или обрнуто. Током римске историје, лукови од цигле или камена коришћени су као подршка тежине моста. Римски инжењери градили су мостове са једним дугим луком уместо са више мањих. Ова пракса олакшавала је изградњу, јер су морали да граде само један лук на копну, уместо више њих у води. Римски лукови били су полукружни и користили су камене блокове једнаких димензија и конусне секције са једнаким обимом. Касније у римској историји, лукови су постајали полукружни. Понекад су лукови били сегментирани, или нису били полукружни. Ова техника измишљена је од стране Римљана. Сегментални лукови омогућавали су већи проток воде приликом поплава, чиме су спречавали пропадање моста и чинили га лакшим. Мост код Лимире на југозападу Турске има 26 сегменталних лукова са просечним односом распона према висини од 5,3:1,дајући мосту необично раван профил, који је ненадмашен више од хиљаду година. Касни римски мост код Карамагара у Кападокији,  на истоку Турске, можда представља најстарији очувани мост са оштрим луком, али је потопљен због изградње бране Кебан Римски лукови нису могли да се правилно уклопе у ослонце стубова, што је резултирало подизању основе лука. 
У другом веку, лукови постају тањи, а лучна преклапања постају равна и прошарана рупама. Грађени су помоћу дрвеног оквира који држе блокове у облику клина на месту. Касније је дрвени оквир уклоњен, али тежина кључног блока, последњег камена који се поставља, одржавала је целокупну структуру.  Упоришта на крајевима мостова и стубови у средини били су кључни за подршку већег дела терета моста. Ослонци могли бити интегрисани у структуру већине лукова, омогућавајући њихово одвојено конструисање. Стубови су обично били дебљине од двадесет и шест стопа и били су оивичени звездастим елементима.
Римски стубови били су чврсти да издрже притисак лука. Камени лукови омогућвали су мостовима да имају много већи распон. Обично су за изградњу коришћене гвоздене стеге прекривене оловом. Међутим, стубови се нису показали као издрживи под водом, што је доводило до постепеног трајног оштећења стубова током времена.  Мостови који су опстали до данас често су имали заштићену узводну страну стуба, која „расеца воду”, а равну низводну страну, као што је случај са мостом у Честеру. 
Две нише које носе корниш биле су уметнуте између пиластера. Потом су постављани изнад уоквирених звезда. Римски мостови имали су лучна преклапања, имеђу којих су често биле уметнуте слике делфина. Ретко су имали широке распоне и масивне стубове са ликовима који су користили мале отворе како би омогућили несметани проток воде. Током изградње, кранови су коришћени за премештање материјала и дизање габаритних предмета.  Неки мостови су имали апроне, који су обавијали стубове. Обично су апрони покривали подручје корита потока у близини моста. 
Марко Випсаније Агрипа је користио фино обрађени камен и циглу да обложи спољњи део мостова, док је за темеље и водене канале користио бетон. Фино уситњени камен је изабран јер је за изливање бетона била неопходна велика количина дрвета. Градили су мостове од травертинског кречњака , или су били саграђени од сувог шута и бетона. Често су грађевински материјали варирали по глаткости и рустичности. Други мостови били су прављени од камена са декоративним детаљима комбинованим са венцима, каменчићићима који сачињавају лук и плочама. Понекад је корићена и основна стена, потпорни зидови и сводови за изградњу мостова.  Мостови изграђени на Пиринејском полуострву обично су имали цилиндричну геометрију свода. У првој половини 2. века п. н. е., камени блокови који су били држани заједно помоћу гвоздених стега коришћени су како би помогли у изградњи мостова.

### Мостови од опеке
Иако су римске цигле биле коришћене за изградњу многих мостова, чешће су коришћене за изградњу аквадукта. Мостови изграђени од опеке били су ријетки јер цигле често нису опстајале под утицајем ерозије. Мостови од опеке углавном су коришћени од стране војке, при изградњи користиле су се грађевинске технике попут opus vittatum и opus mixtum, при чему се последњи ред цигли слагао техником opus reticulatum. Пример су мостови у Кармони, Паломасу, Екстремадури и Понте дела Кјанке у Италији. Један мост од опеке у Тичину, Швајцарска, има камени лук и циглана лучна преклапања. Цигле су понекад коричћене за изградњу одређених делова мостова, као што су сводови, стубови са завареним спојевима, цигла и малтер од шута.

### Дрвени мостови
Рани римски мостови били су од дрвета, укључујући онај који је изградио Аполодор и Понс Субликус, најстарији мост у древном Риму, и вероватно су били чести дуж северне Европе и Тиренске обале; међутим, због лоше издржљивости, мало их је сачувано до данас. Ови мостови имали су дрвену потпору кроз коју су пролазиле хоризонталне греде, ојачане носачима и вероватно су биле проширене вани без подршке испод тачке прекида. Да би се поједноставио процес сече дрвећа, коришћене су краће греде. Дрвени шипови били су забијени у земљу, а преко њих су постављани равни комади дрвета како би се створила равна површина.
Други рани начини изградње дрвених мостова укључивали су барже, понекад везане једна уз другу. Радници би, уз помоћ макаре,  подизали тег, понекад уз помоћ ужета, а потом би га пуштали на стубове. Овај метод изградње, био је неопходан за  правилно функционисање дрвених мостова. Ова метода стварала је кофердам, тј. исушено подручје у води. На овом подручју би се поставила основа за темељ моста. Кофердам је конструисан од мноштва стубова који су били повезани. Могуће је да су стубови били међусобно повезани, вероватно ради бољег позиционирања, водоотпорности или због обоје. Кофердам је био запечаћен глином. Такође је било потребно да кофердам буде константно сув. Да би то постигли, инжењери су користили алатке попут канти како би испумпавали воду. Дрвени мостови су могли да буду брзо растављени или спаљени како би се зауставио нападач. На пример, према Ливију, током битке против Сабињана, Римљани су запалили један од својих дрвених мостова, чиме су отјерали непријатеља назад. Приликом изградње других раних дрвених мостова коришћени су стубови и греде.

### Понтонски мостови
Понтонски мостови грађени су постављањем чамаца с једне стране на другу преко реке.Током Цезаровог војног похода у Немачкој, грађени су мостови тако што су забијани шипови у корито реке са плутајућих платформи, те су постављане греде под правим углом преко њих како би се створила потпорна конструкција. Трајан је, током Дачких ратова, изградио још један мост утврђен камењем. Римски инжењери постепено су развијали нове методе за изгрању мостова, као што су базе овалног облика и пробушене базе ради лакшег протока воде. Многи мостови имали су мермерне рељефе или резбарије, али је вероватно да су ови мостови били коришћени искључиво од стране државних званичника због скупе и тешке израде уметничких дела од мермера.

## Типологија
Постојале су три главна типа рисмких мостова. То су били дрвени, понтонски и камени мостови. Листу римских мостова коју је саставио инжењер Колин О'Конор садржи 330 камених саобраћајних мостова, 34 дрвена моста и 54 аквадукта, значајан број њих још увек стоји и чак се користе и као саобраћајни мостови. Свеобухватније истраживање спровео је италијански научник Виторио Гаљацо, који је пронашао 931 римски мост, углавном од камена, у чак 26 различитих земаља (укључујући и бившу Југославију). Сегментални лук је лук који је маљи од полукруга. Римљани су градили како појединачне лукове, тако и дуге вишелучне аквадукте, попут Пон ди гар или аквадукт у Сеговијиа. Њихови мостови често су имали отворе  у стубовима који су служили као одводи у случају поплава, као на пример Понс Фабрикус у Риму (62. година п. н. е.), који је и један од најстаријих већих мостова који и даље стоји.
У Британији су постојала два главна типа дрвених мостова. Мали дрвени мостови са носачима и велики мостови од камена и дрвета. У осталим деловима Империје, осим у северној Европи, били су уобичајени лучни мостови од камена. Ово је вероватно било због климе и река у тим регионима. Реке су биле много мирније, а ниво воде био је нижи у јужним деловима Империје. То је осигурало лакшу конструкцију темеља. Док је у северним деловима било много теже поставити темеље, због високог нивоа воде, мутне воде и великог протока воде.

## Локације
| Европа               | 830 | Азија  | 74 | Африка | 57 |
| -------------------- | --- | ------ | -- | ------ | -- |
| Италија              | 460 | Турска | 55 | Тунис  | 33 |
| Шпанија              | 142 | Сирија | 7  | Алжир  | 18 |
| Француска            | 72  | Јордан | 5  | Либија | 5  |
| Немачка              | 30  | Либан  | 4  |        |    |
| Уједињено Краљевство | 29  | Израел | 2  |        |    |
| Португалија          | 14  | Иран   | 1  |        |    |
| Југославија          | 13  |        |    |        |    |
| Швајцарска           | 11  |        |    |        |    |
| Грчка                | 10  |        |    |        |    |
| Низоземска           | 4   |        |    |        |    |
| Бугарска             | 3   |        |    |        |    |
| Луксембург           | 3   |        |    |        |    |
| Албанија             | 2   |        |    |        |    |
| Аустрија             | 2   |        |    |        |    |
| Белгија              | 2   |        |    |        |    |
| Румунија             | 2   |        |    |        |    |
| Мађарска             | 1   |        |    |        |    |

## Opus pontis
Трошкови изградње и поправке мостова, познатији као opus pontis (лат. прев. радови на мосту), били су одговорност више локалних општина. Дељени трошкови показују да су мостови припадали региону у целини, а не само једном граду (или два, ако су на граници). На пример, Алкантарски мост у Лузитанији изграђенен је уз учешће 12 локалних општина, чија су имена истакнута на натпису. Касније, у Римском царству, локални гoсподари земље морали су да плаћају десетину империји за опус понтис. Англосаксонци су наставили ову праксу са брицг-геворц, што дословно значи опус понтис .

## Примери
Саграђен 142. године п. н. е.,  (итал.  — „Покварени мост”), најстарији је римски камени мост у Риму, са само једним сачуваним луком и стубом. Међутим, докази сугеришу да само ослонац оригинал (из 2. века п. н. е.), док су лук и стуб вероватно реконструисни током владавине Августа (27. г. п. н. е. - 14. г. п. н. е.) Понс Фабрикус, изграђен је 62. године п. н. е. током касне Републике, најстарији је римски мост који је неопштећен и још увијек је у употреби. Највећи римски мост био је Трајанов мост преко доњег Дунава, изграђен од стране Аполодора из Дамаска, који је остао најдужи мост икада изграђен, како у дужини, тако и у распону, током више од миленијума.

### Велики речни мост
Римски инжењери изградили су мостове са каменим луковима или каменим стубовима преко свих главних река Империје. осим на две: Еуфрат, који је протицао преко границе са ривалним Персијским царством, и Нил, најдуже реке на свету, која је премошћена тек 1902. године британским Старом Асуанском браном. Највеће реке коју су Римљани премостили стабилним мостовима биле су Дунав и Рајна, две највеће европске реке западно од Велике степе. Доњи Дунав био је премошћен са најмање два моста: Трајанов мост и Константинов мост, док су средњи и доњи ток Рајне премошћени са четири различита моста: Римски мост у Мајнцу, Цезаров мост преко Рајне, Римски мост у Кобленцу и Римски мост у Келну. За реке са јаким струјама и ради омогућавања брзог кретања војке, понтонски мостови су такође рутински коришћени. Судећи према недостатку записа о чврстим мостовима пре савременог доба који премошћавају веће реке, чини се да римски подухват остаје непревазиђен било где на свету све до 19. века.